# Esteban Cambiasso
Esteban Matías Cambiasso Deleau (Buenos Aires, 18. kolovoza 1980.) je bivši argentinski nogometaš koji je igrao na poziciji obrambenog veznog. Od 2000. do 2011. je igrao i za argentinsku nogometnu reprezentaciju.